# Koszykówka na Światowych Wojskowych Igrzyskach Sportowych 1999
Koszykówka na 2. Światowych Wojskowych Igrzyskach Sportowych – turniej mężczyzn, który był organizowane przez CISM dla sportowców-żołnierzy, a odbył się w chorwackim Zagrzebiu w sierpniu 1999 roku podczas światowych igrzysk wojskowych.

## Medaliści
| Złoto     | Srebro            | Brąz             |
| Chorwacja | Stany Zjednoczone | Korea Południowa |